# Two Worlds (album)
A Two Worlds a német DJ-producer, ATB második albuma. A 20 számot tartalmazó dupla lemez 2000-ben jelent meg, a két korong szerzeményei kisebb átfedések kivételével elkülönülnek egymástól. Az első lemez (The World Of Movement) inkább a táncolható, míg a második (The Relaxing World) az otthoni, csendes kikapcsolódáshoz alkalmas dalokat rejti. A lemez két nagy slágere a 9PM hangzásvilágát továbbvivő The Summer, és a York-kal közösen jegyzett The Fields Of Love. André több vendégelőadóval is dolgozott, mint pl. Heather Nova, vagy Enigma.

## Számlista
CD1 The World Of Movement
1. See u again  6:35
2. Love will find you (ATB and Heather Nova)  5:50
3. The summer  3:39
4. Loose the gravity  6:39
5. Feel you like a river (ATB and Heather Nova)  3:48
6. The fields of love (ATB feat. York)  3:44
7. Let u go (ATB with The Wild Strawberries)  3:54
8. Bring it back  4:52
9. Hypnotic beach  5:46
10. Fall asleep  5:05
11. Klangwelt  7:17

CD2 The Relaxing World
1. First love  6:21
2. Feel you  3:58
3. The summer (Ibiza influence version)  5:19
4. Engrossing moments  3:41
5. Timeless  4:54
6. Repulse  2:31
7. Enigmatic encounter (ATB and Enigma)  4:39
8. Sensuality  3:53
9. Endless silence  4:05

## Szerzők
All tracks written by André "ATB" Tanneberger - AT Music International, Sony/ATV Music Publishing
Except track CD1#03 & 05: André Tanneberger & Heather Nova - AT Music International, Sony/ATV Music Publishing & Big Life Music Limited & Gamma Island
Except track CD1#06: André Tanneberger & Torsten Stenzel - AT Music International, Sony/ATV Music Publishing, Casablanca Music Publishing
Except track CD1#07: André Tanneberger, Ken Harrison & Robert Michaels - AT Music International, Sony/ATV Music Publishing, Wild Strawberries Publishing, Melaby Music Publishing
Except track CD1#10: André Tanneberger & Marcus Loeber - AT Music International, Sony/ATV Music Publishing
Except track CD2#07: André Tanneberger & Michael Cretu - AT Music International, Sony/ATV Music Publishing, 1-2-3 Music, Crocodile Music

## Közreműködők
- Heather Nova: vokál (Love Will Find You & Feel You Like A River)
- Roberta Carter Harrison: vokál (Let U Go)
- Jörg Stenzel: gitár (The Fields Of Love)

## Kislemezek
- 2000 The Summer
- 2000 The Fields Of Love